# Алеко (нос)
Вижте пояснителната страница за други значения на Алеко.
Алеко (на английски: Aleko Point) е скалист морски нос в Антарктика, намиращ в средата на североизточния бряг на залива Емона, остров Ливингстън.
Носът е разположен 3.07 км на запад-северозапад от връх Резен, 2.12 км на север-североизток от хълм Белозем, 3,58 км североизточно от хълм Хесперидес и 6,71 км на изток-североизток от нос Ереби. Вдава се 110 м на юг-югозапад, с няколко групи морски скали, разположени на 300 до 500 м на северозапад, запад и запад-югозапад от носа.
Оформен е в резултат на отдръпването на ледник Перуника в края на XX и началото на XXI век.
Наименуван на българския писател Алеко Константинов (1863 – 1897), един от основателите на туристическото движение в България, и във връзка със селищата Алеко Константиново в Южна и Алеково в Северна и Североизточна България. Името е официално дадено на 23 февруари 1995 г. Българско топографско проучване през 1994/1995 г., 1995/1996 г. и Тангра 2004/05. Българско картографиране от 1996 г., 2005 г. и 2009 г.

## Карти
- L.L. Ivanov. Livingston Island: Central-Eastern Region. Scale 1:25000 topographic map. Sofia: Antarctic Place-names Commission of Bulgaria, 1996.
- L.L. Ivanov et al, Antarctica: Livingston Island, South Shetland Islands (from English Strait to Morton Strait, with illustrations and ice-cover distribution), 1:100000 scale topographic map, Antarctic Place-names Commission of Bulgaria, Sofia, 2005
- Л. Иванов. Антарктика: Остров Ливингстън и острови Гринуич, Робърт, Сноу и Смит. Топографска карта в мащаб 1:120000. Троян: Фондация Манфред Вьорнер, 2009. ISBN 978-954-92032-4-0
- Л. Иванов. Карта на остров Ливингстън. В: Иванов, Л. и Н. Иванова. Антарктика: Природа, история, усвояване, географски имена и българско участие. София: Фондация Манфред Вьорнер, 2014. с. 18 – 19. ISBN 978-619-90008-1-6